# Regionalismo (literatura)
Regionalismo é uma corrente literária. No Brasil, está associada ao movimento do romantismo.

## No Brasil
Devido ao fato de a povoação do Brasil ter ocorrido em regiões distintas e distantes entre si (litoral nordestino, litoral fluminense e interior mineiro, por exemplo), o traço cultural de cada região influenciou o próprio desenvolvimento idiomático do português, ao longo da história. Em outras palavras, em cada região brasileira a língua portuguesa sofreu diferentes influências culturais, e por isto incorporou diferentes formas de expressão, o que aos poucos deu origem a diferentes dialetos, diferentes modos de expressar ou representar uma mesma ideia ou história, um mesmo sentimento ou conceito.

### Contexto histórico
Ao longo do século XIX, surgem escritores voltados à produção de obras saudosistas, que se propõem a realizar uma retomada romântica do Brasil dos séculos XVI, XVII e XVIII.
Por conta disto, costuma-se estudar o regionalismo a partir dos romances coloniais de José de Alencar e das poesias indianistas de Gonçalves Dias, que no século XIX nascem daquela aspiração patriótica de fundar a nobreza do país em um passado mítico. Esta aspiração põe o regional acima do nacional, e esta pode ser a definição mais simples e eficiente a respeito do que vem a ser o sentimento regionalista. São obras simbólicas dessa época O Gaúcho e O Sertanejo, ambas de José de Alencar.
No começo do século XX a matéria rural voltou a ser tomada a sério, assumida nos seus precisos contornos físicos e sociais dentro de uma concepção mimética de prosa. É o caso do regionalismo de Valdomiro Silveira e de Simões Lopes Neto, que resultou de um aproveitamento literário das matrizes regionais.
Simões Lopes Neto chega a transpor para o português escrito a linguagem própria do gaúcho, com termos castelhanos e expressões características. Algo muito semelhante fazem os Modernistas, ao buscar no interior do país a síntese do próprio Brasil. Macunaíma, de Mário de Andrade, também transpõe a linguagem do brasileiro — no caso, do nortista e do nordestino – com termos indígenas e expressões populares.
Mais tarde, em Guimarães Rosa, o regionalismo sofre uma metamorfose que o trará de novo ao cerne da ficção brasileira. É a permanência e transformação do regionalismo no Romance de 30 de escritores como o baiano Jorge Amado, o gaúcho Érico Veríssimo, o paraibano José Lins do Rego, o paraense Dalcídio Jurandir e o alagoano Graciliano Ramos. Aqui, o autor realista descreve sua terra e sua gente não com exaltação, mas de maneira mais centrada e reflexiva, numa tentativa de compreender o momento presente, as desigualdades sociais, a formação da elite, etc.
Esta é, aliás, a grande diferença entre o regionalismo visto pelos românticos e o regionalismo ressaltado pelo Realismo. No primeiro havia um sentimento de idealização, de caráter otimista, de exotismo, ao passo que no segundo investiga-se o humano em suas relações com o meio, com a linguagem, a paisagem e a cultura de uma determinada região.
Contemporaneamente, alguns textos (especialmente os de investigação histórica) preservam matizes fortes de regionalismo, como no caso dos gaúchos Luiz Antônio de Assis Brasil, Fernando Neubarth, Valesca de Assis, Pedro Stiehl e Pedro Jalvi.